# Праксеология
Праксеоло́гия, также праксиоло́гия (от др.-греч. πράξις «деятельность, практика» + λογία «наука, учение», дословно — «познание практики») — совокупное название учений об эффективности человеческой практической деятельности.
Пока что нет единой трактовки термина, разные авторы связывают его с разными аспектами, но чаще всего речь идёт об одном из направлений:
- Австрийская экономическая школа (чаще употребляется термин «праксиология») считает, что человек в своей производственной и экономической деятельности исходит из рациональных побуждений, что и формирует концепцию предельной полезности.
- Польская школа праксеологии➤ делает акцент на рассмотрении вопросов организации труда и руководства предприятиями.
- Французский подход акцентируется на прикладных исследованиях международных отношений.

## История термина
Появление термина «праксеология» (praxéologie) часто приписывается Луи Бурдо, французскому автору классификации наук, который в своей работе 1882 года «Теории наук: Интегрированный план науки» писал:

Из-за их двойственной природы специальности и общности эти функции должны быть предметом отдельной науки. Некоторые части изучались в течение длительного времени, потому что такого рода исследования, в которых человек мог быть основным предметом, всегда представляли наибольший интерес. Физиология, гигиена, медицина, психология, история животных, история человечества, политическая экономия, мораль и т. д. представляют собой фрагменты науки, которую мы хотели бы создать, но фрагменты, разбросанные и несогласованные, до сих пор оставались только частями отдельных наук. Их следует объединить в одно целое, чтобы подчеркнуть порядок целого и его единство. Теперь у вас есть наука, до сих пор безымянная, которую мы предлагаем называть «Праксеологией» (от πραξις, действие), или, ссылаясь на влияние окружающей среды, «Мезологией» (от μεσος, окружающая среда).
Оригинальный текст (фр.)À raison de leur double caractère de spécialité et de généralité, les fonctions doivent constituer l'objet d'une science distincte. Quelques—unes de ses parties ont été étudiées de bonne heure, car ce genre de recherches, dont l'homme pouvait se faire le sujet principal, a présenté de tout temps le plus vif intérêt. La physiologie, l'hygiène, la médecine, la psychologie, l'histoire des animaux, l'histoire humaine, l'économie politique, la morale, etc., représentent des fragments de la science que nous voudrions établir; mais fragments, épars et sans coordination, sont restés a l'état de sciences particulières. Il faudrait les rapprocher et en faire un tout afin de mettre en lumière l'ordre de l'ensemble et son unité. On aurait alors une… science, innommée jusqu'ici et que nous proposons d'appeler Praxéologie (de πραξις, action), ou, en se référant a l'influence des milieu, Mésologie (de μεơος, milieu).

Однако этот термин (с небольшой разницей в правописании — лат. Praxiologia) встречается в работе 1608 года Клеменса Тимплера «Philosophiae Practicae systema methodicum», где этим термином называется «вторая часть этики», описывающая «действия моральных добродетелей».
Но это были лишь единичные упоминания. Более массовое использование термина началось в начале XX века:
- Роберт Флинт[англ.] в 1904 году в обзоре «Теории наук» Бурдо[4].
- Английский психолог Чарльз Мерсье[англ.] в 1911 году.
- Предлагалось Джону Б. Уотсону как более удачное название для его бихевиоризма.
- русский марксист Николай Бухарин во время Второго международного конгресса истории науки и техники в Лондоне в 1931 году.
- Итальянский философ Кармело Оттавиано[итал.] использовал термин в своих трактатах о католицизме начиная с 1935 года, но трактовал его по-своему, как теорию политики.
- Китайский физиолог поведения Zing-Yang Kuo[англ.] в 1935 году[5].
- Американский философ, биолог, психолог Анатолий Борисович Рапопорт.

### Австрийская школа праксеологии

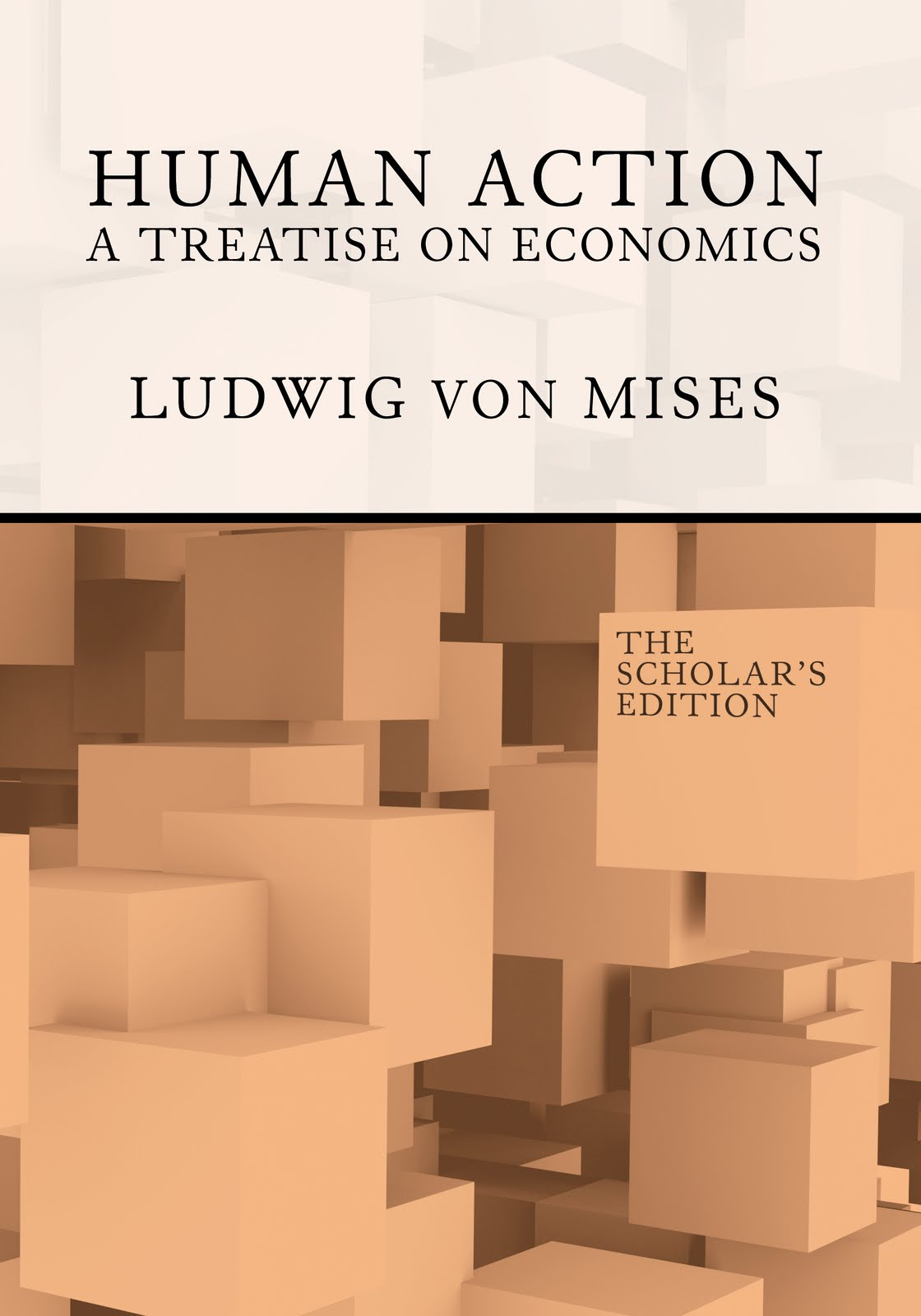
В книге «Человеческая деятельность» Людвиг фон Мизес опирался на праксеологию

Австрийская экономическая школа в традиции Людвига фон Мизеса в значительной степени опирается на праксеологию при разработке своих экономических теорий. Мизес считал экономику субдисциплиной праксеологии.
Экономисты австрийской школы вслед за Мизесом продолжают использовать праксеологию и дедукцию, а не эмпирические исследования, чтобы определить экономические принципы. Они считают, что с аксиомой действия в качестве отправной точки, можно сделать выводы о поведении человека, которые являются как объективными, так и универсальными. Например, представление о том, что люди участвуют в актах выбора, подразумевает, что у них есть предпочтения, и это должно быть справедливо для любого, кто проявляет намеренное поведение.
Также делается вывод, что праксеология формирует этику
В США Мюррей Ротбард (ученик Мизеса) обосновал праксеологический подход.

### Польская школа праксеологии
Получила развитие в Польше под влиянием Тадеуша Котарбинского. Праксеология Котарбинского в своей сущности являлась ревизией учений «органопроекции» Эрнста Каппа, философии техники П. К. Энгельмейера с позиции реизма. О своих воззрениях Тадеуш Котарбинский публично заявляет в озвученном реферате на Первом Национальном съезде философского факультета в 1923 году во Львове (принципы теории действия, выявление и обоснование принципов практичности). Тадеуш Котарбинский последовательно превращал праксеологию в общую теорию рациональной деятельности.
Под организационным руководством Польской академии наук создан специальный «Центр праксеологии» (Zaklad Prakseologiczny) с собственным периодическим изданием (с 1962 года), которое сначала называлось Materiały Prakseologiczne (Praxeological Papers), а затем сокращалось до Prakseologia. Здесь опубликованы сотни статей разных авторов, а также материалы для специального словаря под редакцией профессора Тадеуша Пшоловского, ведущего праксеолога молодого поколения. Идеи Т. Котарбинского получили распространение у российских учёных и представителей стран бывшего социалистического лагеря.
Польский учёный Оскар Ланге (1904—1965 годы) в 1959 году и позже.

### Французская школа
Современное определение слова было впервые дано французским философом и социологом Альфредом В. Эспинасом (1844—1922).
Во Франции возрождение подхода Эспинаса было в работах Пьера Массе (1946), выдающегося кибернетика Жоржа Теодула Гильбо (1957), экономиста Франсуа Перру (1957), социолога Раймона Арона (1963).